# فينلاي كريسب
فينلاي كريسب (بالإنجليزية: Finlay Crisp)‏ هو موظف مدني أسترالي، ولد في 19 يناير 1917 في Sandringham, Victoria ‏ في أستراليا، وتوفي في 21 ديسمبر 1984 في كانبرا في أستراليا بسبب نوبة قلبية.